# 马湖
马湖彝名哈琅署火（羅馬化：hxa la shurx fur），是中国的一个高原淡水湖，位于中华人民共和国四川省雷波县东北面47公里处，是四川省级风景名胜区、省级地质公园，湖区的孟获殿还是是四川省文物保护单位。1982年6月，中国科学院南京地理所用超声波测得马湖最大水深为134米。湖区植被茂盛，原始森林广布。

## 地理

### 成因
冰川将古河道堰而成，属冰川堰塞湖，水系完整、独立。

## 人文
- 孟获殿

## 参阅
- 雷波县